# 五角大楼文件

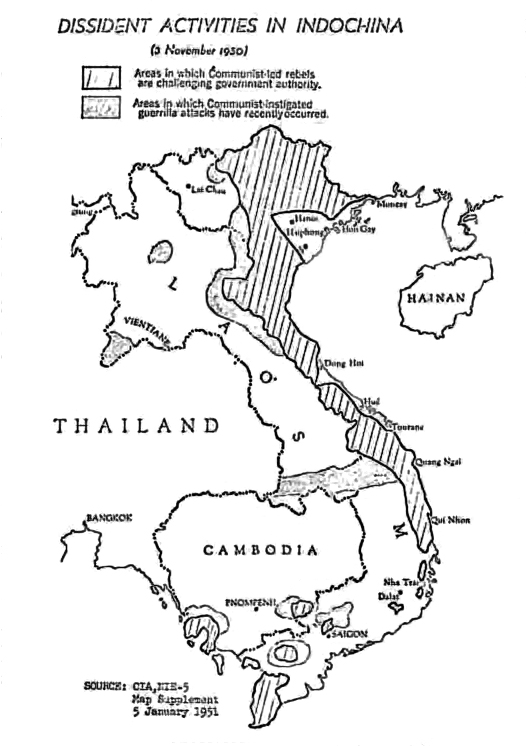
五角大楼文件中，一份中情局地图

五角大楼文件，也稱五角大廈文件，即《美国－越南关系，1945-1967：国防部的研究》，是美国国防部对1945-1967年间美国在越南政治军事卷入评估的秘密报告。1971年该文件由蘭德公司職員丹尼尔·艾尔斯伯格先后泄漏给《纽约时报》與《華盛頓郵報》并刊于头版，引起公众广泛关注。在1996年纽约时报的一篇报道中称，五角大楼文件“说明在除其它一些事项外，约翰逊当局系统性地撒谎，不仅对公众，对国会亦如此。”该文件在2011年6月向公众解密开放。

## 源起
1967年6月17日，时任美国国防部长的罗伯特·麦克纳马拉启动该研究计划，希望留下一份“越南战争的百科全书”。罗伯特希望这份文字记录能够帮助以后政府免犯政策错误。他没有知会总统林登·约翰逊和国务卿迪安·腊斯克。有报道称他希望把这项工作交给民主党人罗伯特·弗朗西斯·甘迺迪，但麥南馬拉否认了这一点，但他承认应该知会总统和国务卿。
罗伯特没有把工作交给国防部的历史研究者，而是给了亲信约翰·麦克诺顿，后者在计划开始一个月后死于空难。计划接下去由莱斯利·吉尔伯接管，共有36个分析人员——一半是军队雇员，一半是学术界和政府雇员——进行研究工作。为了保密，分析主要使用国防部的文件，没有咨询军方和白宫，包括国家安全顾问沃尔特·惠特曼·罗斯托。
1968年罗伯特卸任，接替者克拉克·克利福德在1969年1月15日——尼克松宣誓就职前五天——拿到完成的报告。克拉克说他从未看过该报告的内容。报告分47卷，包括3000多页历史分析和4000多页原始档案。级别为“机密-敏感”（敏感指訊息如果公开会使政府蒙羞）。报告有15个副本，其中两份交给了智库兰德公司。

## 文件内容

### 越战的真正目的：圍堵中国

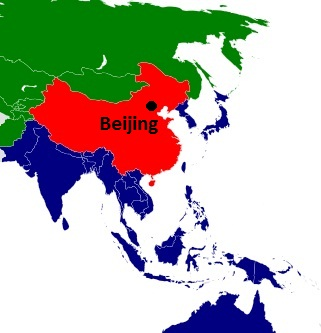
由美国国防部长罗伯特·麦克纳马拉提出，美国的长期圍堵政策是将中华人民共和国限缩在苏联同其卫星国，以及：
1）日本-韩国一线
2）印度-巴基斯坦一线
3）东南亚一线之中

虽然林登·约翰逊声明越南战争的目的是为了稳固一个“独立、不亲共的南越政权”，时任国防部长的罗伯特·麦克纳马拉在1965年1月的一份备忘录中说明了美国发动越战的潜在理由：“不是为了帮助伙伴，而是为了圍堵中国。”
1965年11月3日，麦克纳马拉向约翰逊总统写了一份备忘录，当中他解释了美军在越南采取军事行动的重大政治决定。备忘录从揭露1965年2月決定滾雷行動对北越轰炸的原因开始：
二月轰炸北越的决定和七月批准第一阶段部署的计划只有在贯彻美国长期以来圍堵中国的政策下才有意义。
麦克纳马拉指责中国像纳粹德国、大日本帝国一样暗藏帝国主义的企图。据麦克纳马拉所说，中国企图“联合全亚洲”反抗美国。
中国——好似1917年的德国，或是1930年代末西方的德国和东方的日本，或是1947年的苏联——将威胁到我国在世界上的地位和权威。远程操控且更具威胁性，联合亚洲国家来反对我们。
为了在战略上包围中国，作为长期以来圍堵中国的努力，美国致力于形成“三条战线”：
我们圍堵中国的长期努力存在三条战线（意识到苏联从北方和西北对中国进行“圍堵”）：

1）日本-韩国一线
2）印度-巴基斯坦一线

3）东南亚一线
然而，麦克纳马拉承认圍堵中国最终将耗费美国大量的时间、金钱和生命。

### 越南的内政

#### 美国在推翻吴廷琰政权中的角色

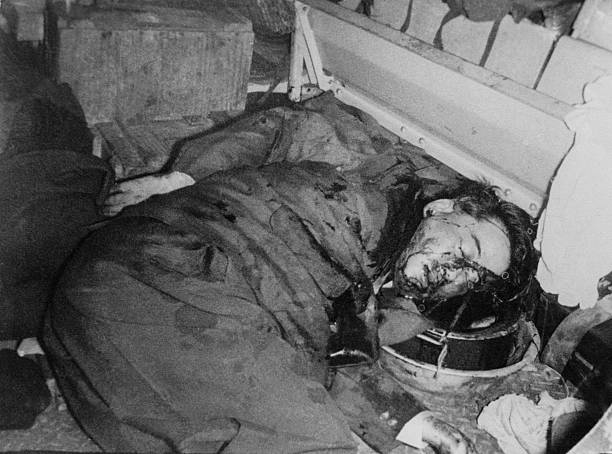
在1963年南越政变中遇刺的吴廷琰总统，这次政变有美国的支持

根据五角大楼文件，美国在刺杀了南越总统吴廷琰的1963年南越政变中扮演了关键的角色。在与策划政变的南越将军“秘密接触”的过程中，美国切断了对吴廷琰政府的援助，而后公开支持后继的杨文明政府，但五角大楼文件的编者在文件中称这个时候的南越是“基本上无领袖的越南”。
对于发动政变推翻吴廷琰的军队，美国必须接受其全部责任。从1963年8月起，我们广泛地授权、批准和鼓励越南将领对于发动政变的努力，同时全力支持后继政府。

10月，我们直接切断了对吴廷琰的援助，为将领们发动政变开了绿灯。我们在政变的计划和执行过程中和叛军保持保持秘密接触，同时寻求评估他们的实施计划计划和提议的新政府。

于是，吴廷琰9年的统治走向了一个血腥的结尾。我们在推翻吴廷琰过程中和南越叛军的共谋加重了我们对于一个基本上无领袖的越南责任和义务。
早在1963年8月23日，一位不透露姓名的美国代表会见了越南将军，策划推翻吴廷琰政府的政变。据《纽约时报》，这名美国代表后来确认为是中央情报局的特工吕西安·科林。

## 行政當局介入
在刊出前，《纽约时报》征询了法律建议。报纸的定期外聘律师事务所建议不要出版， 但企业法律顾问詹姆斯·古德莱尔主张用美国宪法第一修正案捍卫公众对重大政府政策知情的权利。
由于被披露报告主要涉及约翰逊和肯尼迪政府时期，并未直接针对当时执政的尼克松，起初他对此并未有所作为。然而，基辛格却认为若不对出版施压，会对未来保密产生负面影响。当局指控丹尼尔·艾尔斯伯格和他的朋友托尼·罗素因为无权出版这些机密文件，犯下了违反《美国1917年间谍法》的重罪。在6月14日说服《纽约时报》自愿放弃刊登无果后，司法部长约翰·N·米切尔和尼克松政府获得了联邦法院禁令，迫使《纽约时报》在刊登三次後暫停发表文件内容。

## 最高法院判決允許发表
联邦法院禁令上訴到美國聯邦最高法院成為纽约时报诉合众国案。1971年6月30日，最高法院大法官以6比3作出判決，美國政府未能滿足事前限制禁令所要求的沉重舉證責任，美國憲法第一修正案中的出版自由條款保護紐約時報出版這些機密文件的權利。

## 全面解密和公开
2011年5月4日，国家档案和记录管理局宣布五角大楼文件将于同年的6月13日全面解密并公开。尼克松、约翰逊和肯尼迪的总统图书馆以及位于马里兰州大学公园市的国家档案和记录管理局新馆都在6月13日当天公开了文件的完整内容。
文件的全面公开由档案和记录管理局下设的国家解密中心进行协调，作为《纽约时报》首次刊登五角大楼文件的周年纪念。国家解密中心和相关部门合作，在公开的文件中隐去了11个单词。目前尚不明确被隐去的是哪些单词。
国家档案和记录管理局将五角大楼文件以卷为单位制成PDF文件发布在管理局的官方网站上。

## 影视作品中

### 电影
- 郵報：密戰（2017年），是一部历史剧情片，由史蒂文·斯皮尔伯格执导，莉兹·汉娜和乔什·辛格担任编剧，讲述了《华盛顿邮报》的员工与联邦政府争夺五角大楼文件发表权的故事。影片由汤姆·汉克斯饰演本·布拉德利，梅丽尔·斯特里普饰演凯瑟琳·格雷厄姆。